# دوبار چشمک بزن
دوبار چشمک بزن (به انگلیسی: Blink Twice) یک فیلم کمدی سیاه و دلهره‌آور آمریکایی در سبک داستان روان‌شناختی محصول سال ۲۰۲۴ به کارگردانی زوئی کراویتز در اولین کارگردانی خود با بازی نائومی آکی، چنینگ تیتوم، کریستین اسلیتر، سایمون رکس، آدریا آرجونا، هالی جوئل آزمنت، کایل مک‌لاکلن، جینا دیویس و عالیه شوکت است.
این فیلم در ۲۳ اوت ۲۰۲۴ توسط آمازون ام‌جی‌ام استودیوز در ایالات متحده منتشر شد.

## خلاصه داستان
داستان گروهی از مردم را روایت می‌کند که به جزیره خصوصی یک میلیاردر غول فناوری دعوت شده‌اند، زیرا اتفاق عجیبی برای شرکت کنندگان رخ می‌دهد.

## ساخت
فیلمبرداری در ۲۳ ژوئن ۲۰۲۲ در مکزیک آغاز شد.

## بازخوردها
- این فیلم در ایالات متحده و کانادا ۲۳٫۱ میلیون دلار و در سایر مناطق ۲۳٫۳ میلیون دلار به دست آورده است که در کل جهان ۴۶٫۴ میلیون دلار فروش داشت.
- در وب‌سایت جمع‌آوری نقد راتن تومیتوز از رای ۲۲۱ منتقد، با میانگین امتیاز ۶٫۷ از ۱۰ مثبت است.
- در متاکریتیک، که از میانگین وزنی استفاده می‌کند، بر اساس رای ۴۵ منتقد، امتیاز ۶۶ از ۱۰۰ را به فیلم اختصاص داد که نشان دهنده نقدهای «عموماً مطلوب» است.
- تماشاگران شرکت‌کننده در نظرسنجی سینماسکور به فیلم نمره متوسط «B–» در مقیاس A+ تا F دادند، در حالی که آن‌ها در پست‌ترک نمره کلی مثبت ۷۴٪ (شامل میانگین ۳ ستاره از ۵ ستاره) را به فیلم دادند و ۵۰٪ گفتند که قطعاً دیدن فیلم را توصیه می‌کنند.